# 為我井徹
為我井 徹（爲我井 徹、ためがい とおる、1971年〈昭和46年〉 - ）は、日本のライトノベル作家、漫画原作者。二松學舍大学卒。
茨城県結城郡八千代町出身。

## 主な作品

### 小説
- 蒼い髪のミコ（イラスト：中島鯛、竹書房）
- Kana 〜哀〜/全2巻 （イラスト：広瀬総士、メディアファクトリーMF文庫J）
- ゴールデン・ドーン（イラスト：中村龍徳、集英社スーパーダッシュ文庫）
- MaJiRi（イラスト：反田誠二、集英社スーパーダッシュ文庫）
- キャンバス2 〜虹色のスケッチ〜 Beyond RED（原作：FC01FANDC.CO.JP、イラスト：七尾奈留 ）
- つよきす 〜Mighty Heart〜 すなおにハイテンション!（原作：きゃんでぃそふと、プリンセスソフト）

### 漫画原作
- 『ヴァイゼフラウ』（作画：鳥居チカ、「COMIC SEED!」連載）
- 『神太刀女』（カンダチメ）（作画：タスクオーナ、「月刊コミックアライブ」連載（休載中））
- 『KaNa』（作画：相楽直哉、「コミックガム」連載、第4巻まで）
- 『シノブグサ～柑子忍形由緒～』（作画：田中克樹、「コミックガム」連載）
- 『ジャンキー・フィクション』（作画：明治ていか、「コミックガム」連載）
- 『フロンティアルーツ』（作画：塩崎雄二、「コミックGOTTA」連載）
- 『Valkyrja-ヴァルキュリア-』（作画：田中克樹 、「コミックフラッパー」連載）

### アニメ
- 『キミキス pure rouge』（脚本）